# Edmondo Amati
Edmondo Amati (Roma, 1920 – Roma, 5 maggio 2002) è stato un produttore cinematografico italiano.

## Biografia
Ha prodotto una cinquantina di film, tra cui molte commedie degli anni sessanta-settanta. Ha iniziato nel 1965 con Due mafiosi contro Goldginger, uno dei film di Franco e Ciccio; l'ultimo film che porta la sua firma è del 1980, Apocalypse domani di Antonio Margheriti. Ha anche svolto il ruolo di aiuto regista nella versione italiana di Uova d'oro di Bigas Luna.

## Filmografia parziale
- 5.000 dollari sull'asso (Los pistoleros de Arizona), regia di Alfonso Balcázar (1965)
- I due sergenti del generale Custer, regia di Giorgio Simonelli (1965)
- Due mafiosi contro Goldginger, regia di Giorgio Simonelli (1965)
- 100.000 dollari per Ringo, regia di Alberto De Martino (1965)
- Per pochi dollari ancora, regia di Giorgio Ferroni (1966)
- Django spara per primo, regia di Alberto De Martino (1966)
- Come rubare la corona d'Inghilterra, regia di Sergio Grieco (1967)
- Troppo per vivere... poco per morire, regia di Michele Lupo (1967)
- Colpo maestro al servizio di Sua Maestà britannica, regia di Michele Lupo (1967)
- Vado... l'ammazzo e torno, regia di Enzo G. Castellari (1967)
- Rapporto Fuller, base Stoccolma, regia di Sergio Grieco (1968)
- Quel caldo maledetto giorno di fuoco, regia di Paolo Bianchini (1968)
- Ammazzali tutti e torna solo, regia di Enzo G. Castellari (1968)
- I 2 deputati, regia di Giovanni Grimaldi (1968)
- Straziami ma di baci saziami, regia di Dino Risi (1968)
- Una sull'altra, regia di Lucio Fulci (1969)
- Don Franco e don Ciccio nell'anno della contestazione, regia di Marino Girolami (1970)
- Noi donne siamo fatte così, regia di Dino Risi (1971)
- In nome del popolo italiano, regia di Dino Risi (1971)
- Una lucertola con la pelle di donna, regia di Lucio Fulci (1971)
- 7 scialli di seta gialla, regia di Sergio Pastore (1972)
- Non si sevizia un paperino, regia di Lucio Fulci (1972)
- La polizia incrimina, la legge assolve, regia di Enzo G. Castellari (1973)
- Polvere di stelle, regia di Alberto Sordi (1973)
- La grande abbuffata (La Grande Bouffe), regia di Marco Ferreri (1973)
- Non si deve profanare il sonno dei morti, regia di Jorge Grau (1974)
- Zanna Bianca alla riscossa, regia di Tonino Ricci (1974)
- Romanzo popolare, regia di Mario Monicelli (1974)
- Peccati in famiglia, regia di Bruno Gaburro (1975)
- I quattro dell'apocalisse, regia Lucio Fulci (1975)
- Roma violenta, regia di Marino Girolami (1975)
- Una Magnum Special per Tony Saitta, regia di Alberto De Martino (1976)
- L'ultima donna, regia di Marco Ferreri (1976)
- Cattivi pensieri, regia di Ugo Tognazzi (1976)
- Italia a mano armata, regia di Marino Girolami (1976)
- Holocaust 2000, regia di Alberto De Martino (1977)
- Apocalypse domani, regia di Antonio Margheriti (1980)

## Riconoscimenti
- David di Donatello
  - 1975 – David speciale ai suoi contributi nel cinema come produttore e distributore